# لیلیا میشل

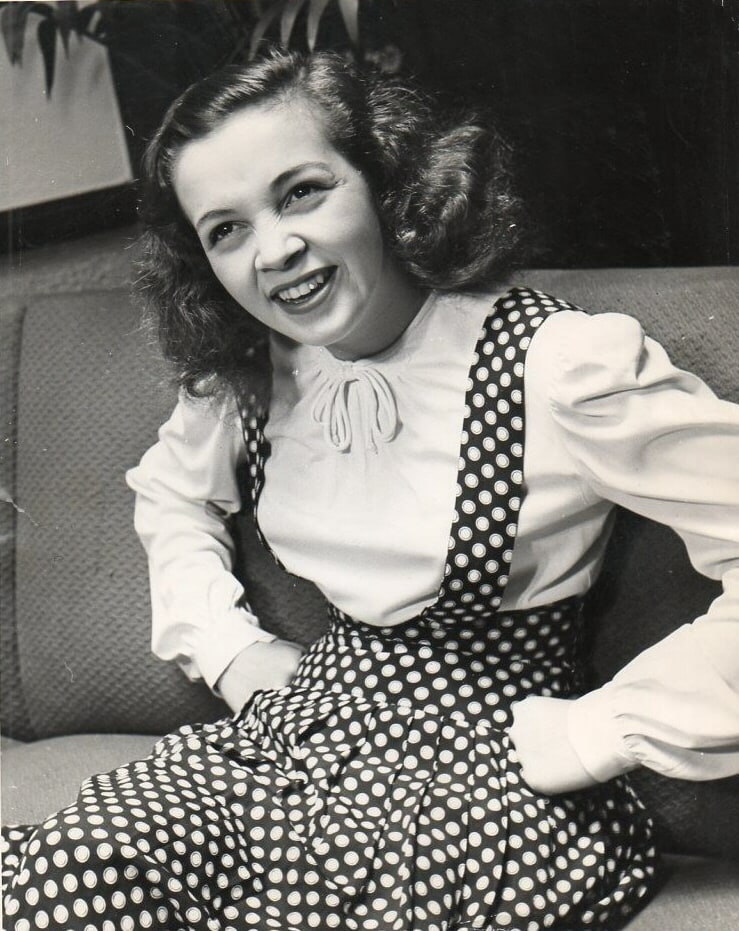
Lilia Michel

لیلیا میشل (زاده ۳۰ ژوئیه ۱۹۲۶ - درگذشته ۱۰ اوت ۲۰۱۱) بازیگر تلویزیون و سینمای مکزیکی بود که بیشترین فعالیت را در دوران طلایی سینمای مکزیک داشت و لقب «جواهر» دوران فیلم را به خود اختصاص داد. میشل لیلیا فرناندز لاریوس در ۳۰ ژوئیه 1926 در تیپا، تاباسکو، مکزیک به دنیا آمد. او با بازی در فیلم مکزیکی سرگیجه در سال ۱۹۴۶ که در آن با ماریا فلیکس همبازی بود به شهرت رسید.
لیلیا میشل در ۱۰ اوت ۲۰۱۱ در سن ۸۵ سالگی در مکزیکو سیتی درگذشت

## فیلم‌شناسی
- ۱۹۹۸ خارج از قانون
- ۱۹۸۲ یک جک و یک اسب: رانچو آواندارو
- ۱۹۷۸ عاشقان سرما
- ۱۹۷۷ فانتوش
- ۱۹۷۵ مبارزه با پلنگ
- ۱۹۷۵ یو آمو، تو آماس، نوسوتروس…
- ۱۹۷۳ عشق چهره یک زن دارد
- ۱۹۷۳ اوا و داریو
- ۱۹۷۲ بی گناه
- ۱۹۷۲ بانوی کوچک پرز
- 1969 The Perverse Doll
- ۱۹۵۳ بله، زندگی من
- ۱۹۵۳ روزی روزگاری شوهری بود
- ۱۹۵۲ مرا دنبال کن، قلب
- ۱۹۵۰ قطره خون
- ۱۹۴۶ ده هزار مسافر
- ۱۹۴۶ چاررو بودن کافی نیست
- ۱۹۴۶ باکره مدرن
- ۱۹۴۶ سرگیجه (سرگیجه)
- ۱۹۴۵ ساعت حقیقت
- ۱۹۴۵ قلب‌های مکزیک
- ۱۹۴۵ جاگوی خرابه‌ها
- ۱۹۴۵ گرگ و میش
- ۱۹۴۵ یک بوسه در شب
- ۱۹۴۴ آنها اینگونه هستند
- ۱۹۴۴ نانا